# Carl-Ivar Skarstedt
Carl-Ivar Sigfrid Skarstedt, född 25 juni 1930 i Stockholm, död 30 oktober 1998 i Danderyd, var en svensk jurist. Han var sonson till Sigfrid Skarstedt.
Carl-Ivar Skarstedt avlade juris kandidatexamen i Stockholm 1955 och gjorde tingstjänstgöring 1955–1957. Han blev fiskal i hovrätten för Nedre Norrland 1958, var tingssekreterare 1959–1962, blev assessor 1964 och hovrättsråd 1971. Skarstedt var sakkunnig på Försvarsdepartementet 1965–1970 och rättschef på departementet 1970–1979. Han utnämndes 1979 till president i hovrätten för Övre Norrland.
Skarstedt invaldes som ledamot i Kungliga Krigsvetenskapsakademien 1981 och i Kungliga Skytteanska Samfundet 1983. Han är begravd på Norra begravningsplatsen utanför Stockholm.

## Utmärkelser
- Kommendör av Nordstjärneorden, 3 december 1974.[2]